# Хвойник Регеля
Хвойник Регеля (лат. Ephedra regeliana) — вид растений рода Хвойник (Ephedra) семейства Хвойниковые (Ephedraceae).
Вид назван в честь немецко-российского ботаника Эдуарда Людвиговича Регеля.

## Распространение и экология
Западная Сибирь и Средняя Сибирь, Казахстан, Киргизия, Таджикистан, Туркменистан, Узбекистан, Северо-Западный Китай, Афганистан, Пакистан, Северная Индия. В полупустынных нанофитоновых и ковыльковых степях, по шлейфам горных склонов, на галечниках старых русел рек, в чиевых солончаковых сообществах, каменистых и песчаных местах, поднимается до высоты 1800 м над уровнем моря.

## Ботаническое описание
Низкий полукустарничек 5—10 (15) см высотой. Корневище вертикальное, иногда довольно толстое, в верхней части ветвится, каждая из ветвей несет на верхушке пучок радиально отклоненных ассимилирующих побегов. Главный стебель обычно не заметен, в редких случаях он достигает 5—10 см и стелется по земле. Веточки тонкие, около 1 мм диаметром, сизовато-зеленые, тонкобороздчатые, более или менее шероховатые, иногда довольно сильно, на верхушке нередко искривленные или загнутые, состоят из 2—3 (5) междоузлий 1—2 (3) см длиной. Листья супротивные, сросшиеся между собой на ½—⅔ своей длины во влагалища 2—2,5 (3) мм длиной, с короткотреугольными или тонко заостренными зубцами. Чаще всего влагалища полностью темно-коричневые, почти черно-коричневые, изредка между зубцами перепончатые, беловатые; основания их более или менее сильно утолщенные (тогда похожи на мелкие луковички), зона срастания (часто, но не всегда) покрыта по всей длине или только в верхней части беловатыми, позднее белыми матовыми клетками.
Микроконстробилы одиночные или по 2—3 в пазухах листьев, эллиптические или шаровидные, 3×5 мм. Тычиночная колонка на 3 мм длиннее околоцветника с 6—8 пыльниками, сидячими или на коротких ножках. Мегаконстробилы супротивные, с (1) 2 мегастробилами, расположены в узлах или скученные на верхушках веточек, незрелые — продолговато-овальные, зрелые — шаровидные или широкояйцевидные, около 7 мм диаметром, на ножках 1-5 мм длиной. Кроющие чешуи в числе 2 (3) пар, вначале травяно-кожистые, позднее темно-красные, почти черные; средняя пара довольно высоко сросшаяся, достигает половины длины верхних (внутренних) чешуй, которые срастаются на разную высоту от ⅔ до ⅚ их длины на одном растении. Микропилярная трубка 1—1,5 (2,5) мм длиной, прямая или слабо изогнутая, с коротколопастной верхушкой. Семена 3—4,5×1,5—2 мм, скрытые, узкояйцевидные, по спинке выпуклые, совнутри глубоко плоско-вогнутые, темно-коричневые, лоснящиеся. 2n = 14.